# 955. grenadirski polk (Wehrmacht)
955. grenadirski polk (izvirno nemško 955. Grenadier-Regiment; kratica 955. GR) je bil pehotni polk Heera v času druge svetovne vojne.

## Zgodovina
Polk je bil ustanovljen 15. novembra 1943 za potrebe 362. pehotne divizije; polk je bil razpuščen 20. junija 1944.